# 57ns Premis Grammy
Els 57ns Premis Grammy es van dur a terme el 8 de febrer de 2015 al Staples Center de Los Angeles, Califòrnia.El programa va ser retransmès en directe per CBS a les 5:00 p.m. PST (UTC−8). El raper LL Cool J va presentar l'espectacle per quarta vegada consecutiva.
Les nominacions als Grammy estaven obertes per als enregistraments publicats entre l'1 d'octubre de 2013 i el 30 de setembre de 2014. Trencant amb la tradició d'un enfocament de concert en hora de màxima audiència, els nominats als Grammy es van anunciar durant un esdeveniment durant tot el dia el 5 de desembre de 2014, començant amb anuncis inicials a l'emissió de CBS This Morning, seguits d'actualitzacions fetes a través del compte oficial de Twitter dels Grammy.
Sam Smith va guanyar quatre premis, incloent el Millor Artista Novell, Disc de l'Any, Cançó de l'any per "Stay with Me" i Millor àlbum vocal pop per a In the Lonely Hour. L'àlbum de Beck Morning Phase va ser nomenat Àlbum de l'Any. Això va fer que Kanye West, que més tard va dir que pensava que Beyoncé hauria d'haver guanyat, saltés en broma a l'escenari per interrompre Beck en una recreació del seu escàndol de 2009 MTV VMA, però West va abandonar l'escenari sense dir res. Tant Pharrell Williams com Beyoncé van rebre tres premis; amb les seves victòries, Beyoncé es va convertir en la segona artista més laurejada de la història dels Grammy després d'Alison Krauss. Els premis a l'èxit de tota la vida es van lliurar als Bee Gees, George Harrison, Pierre Boulez, Buddy Guy i Flaco Jiménez.
En total, es van lliurar 83 Premis Grammy, un més que el 2014.
El programa es va emetre simultàniament a Fox8 a Austràlia, Sky TV a Nova Zelanda, i a Channel O a Sud-àfrica.